# Brouwerij De Croone

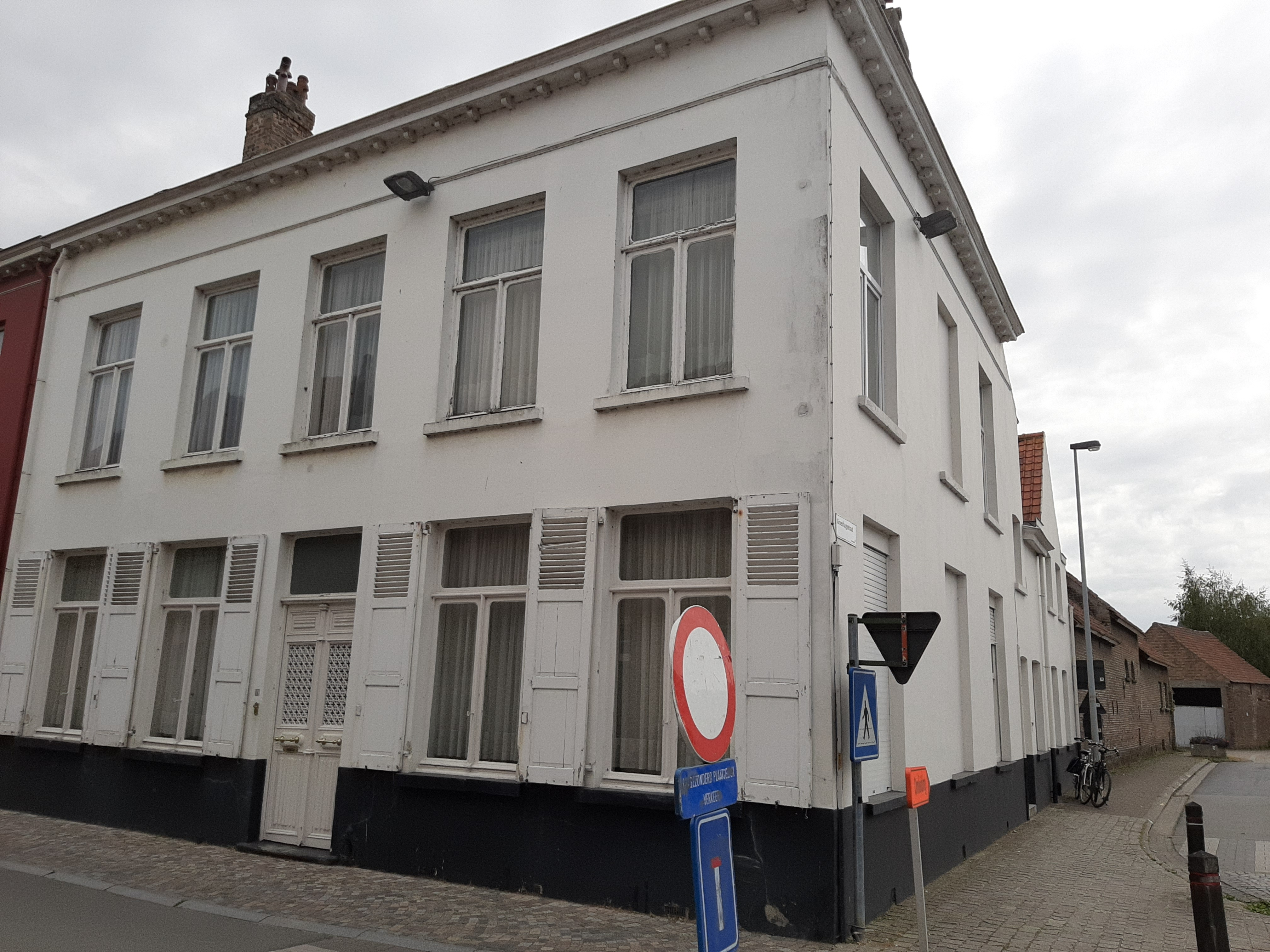
Dorpsstraat 71, Leffinge, onroerend erfgoed

Brouwerij Boutens is een voormalige brouwerij te Leffinge, op Dorpsstraat nr 71, op de hoek van de Groenhagestraat. De brouwerij was in werking tot aan de Tweede Wereldoorlog; daarna werd het een drankencentrale en bierhandel, gedreven door de familie Boutens. De brouwerswoning en de achterliggende gebouwen staan op de inventaris onroerend erfgoed.

## Geschiedenis
De eerste vermelding van brouwerij De Croone dateert uit 1504. In deze brouwerij werd in 1813 de latere theoloog en bisschop Johan Joseph Faict geboren.

## Gebouwen
De brouwerswoning is opgetrokken in neoclassicistische stijl. Het gebouw is een dubbelhuis van vijf traveeën bestaande uit twee bouwlagen met een schilddak. De achterliggende voormalige brouw- en mouterijgebouwen zijn opgetrokken in baksteen met een zadeldak en liggen rond een binnenplein.